# Cfdisk

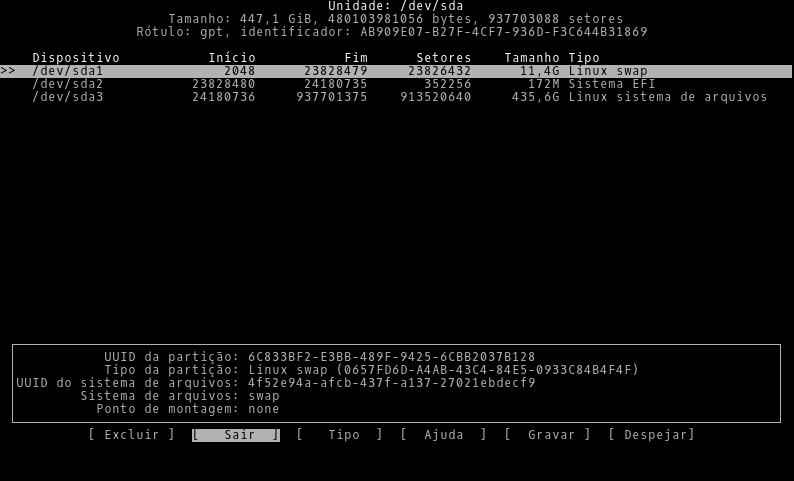
Captura de tela do cfdisk.

cfdisk é um  editor de partições do Linux, semelhante ao fdisk, mas com uma interface de usuário diferente (ncurses). Faz parte do pacote de programas utilitários do Linux, o util-linux.
Originalmente escrito em 1992, a versão atual é a 2.31.
A implementação atual do cfdisk é baseada no libfdisk e suporta o registro mestre de inicialização, tabela de partição GUID, tabela de partições do BSD, tabelas de disco SGI e SUN. Ele também fornece informações sobre o conteúdo das partições.
Se invocado sem argumentos, o cfdisk tenta ler a tabela de partição atual da unidade de disco e apresentar suas descobertas.